# Casa del Labrador
La Real Casa del Labrador es una de las residencias de la familia real española. Es un palacete de recreo (no de uso residencial) en estilo neoclásico, que se encuentra en el municipio español de Aranjuez, en la parte meridional de la comunidad autónoma de Madrid.
Su construcción comenzó a finales del siglo XVIII, a partir de un diseño inicial del arquitecto Juan de Villanueva, que fue transformándose sucesivamente en los trece años que duraron las obras y reformas. Su aspecto final se debe a Isidro González Velázquez, quien dotó al conjunto de numerosos motivos ornamentales externos. El interior destaca por su decoración suntuosa, obra de Jean-Démosthène Dugourc, en su mayor parte, y por las pinturas de Mariano Salvador Maella, entre otros autores.
El monumento depende de Patrimonio Nacional, el organismo que gestiona los bienes del Estado al servicio de la Corona. En el año 2001 fue catalogado como Patrimonio de la Humanidad, junto con otros recintos histórico-artísticos de la localidad, inscritos en la lista de la Unesco con el nombre de Paisaje cultural de Aranjuez. Está permitida su visita, a partir de horarios establecidos.
Entre 2021 y 2023, Patrimonio Nacional llevó a cabo una intervención de emergencia, valorada en 7,3 millones de euros, con el objetivo de solucionar las «graves patologías en su estructura» que tenía el palacete.

## Toponimia e historia
La Casa del Labrador está enclavada en el extremo oriental del jardín del Príncipe. Toma su nombre de una antigua casa de labranza existente sobre su solar, cuya estructura fue aprovechada parcialmente para levantar el nuevo edificio, además de algunos elementos arquitectónicos, como la escalera de servicio.
Se debe al impulso del rey Carlos IV, quien había establecido su residencia oficial en el Real Sitio de Aranjuez entre el 7 de enero y el 7 de julio de cada año. Fue concebida no para uso residencial, sino como un lugar de recreo para jornadas o excursiones de un día, por lo cual no se la dotó de dormitorios; sus interiores son mayormente salones pensados para el ocio. Está considerada como el proyecto más personal de este monarca.

Las obras dieron comienzo en el año 1794 y se prolongaron hasta 1803. A lo largo de este periodo, pueden distinguirse tres fases de construcción. En la primera, intervino Juan de Villanueva, que contó con la colaboración de dos de sus ayudantes, Antonio López e Isidro González Velázquez. En la segunda, se atribuye a Villanueva la configuración definitiva del contenedor arquitectónico y a Jean-Démosthène Dugourc el tratamiento del espacio interior. En la tercera etapa distinguida, Isidro González Velázquez finalizó el edificio, reformando su aspecto exterior con una profusa decoración.

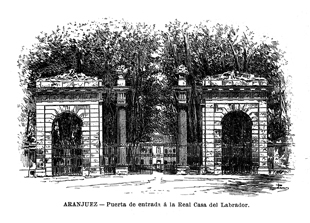
Entrada al recinto de la Real Casa del Labrador, en un grabado de J. Passos de 1902.

El palacete ha sido objeto de tres grandes restauraciones. En 1846 el edificio amenazaba con derrumbarse debido a los daños que provocó una gran avenida del Tajo, ya que la casa estaba construida sobre estacas en terreno movedizo. Entre 1964 y 1968, Martín Gamo sustituyó los elementos externos dañados por chapados de falsa piedra. En 1998 se procedió a la segunda restauración, que se prolongó hasta el año 2008, después de intensas actuaciones tanto en el exterior como en el interior. Está previsto devolver a la fachada su aspecto original según un proyecto que se llevará a cabo en los próximos años.
Debido a los problemas de cimentación ya citados, el edificio ha empezado a mostrar grietas en sus muros, las cuales podrían transmitirse a los interiores, dañando las pinturas murales y los entelados que ornan varios salones. Por ello, en 2021 se ha empezado a acometer con urgencia un proyecto de restauración que incluye la inserción de micropilotes de unos 25 metros de profundidad.

## Descripción

### Estructura y exterior

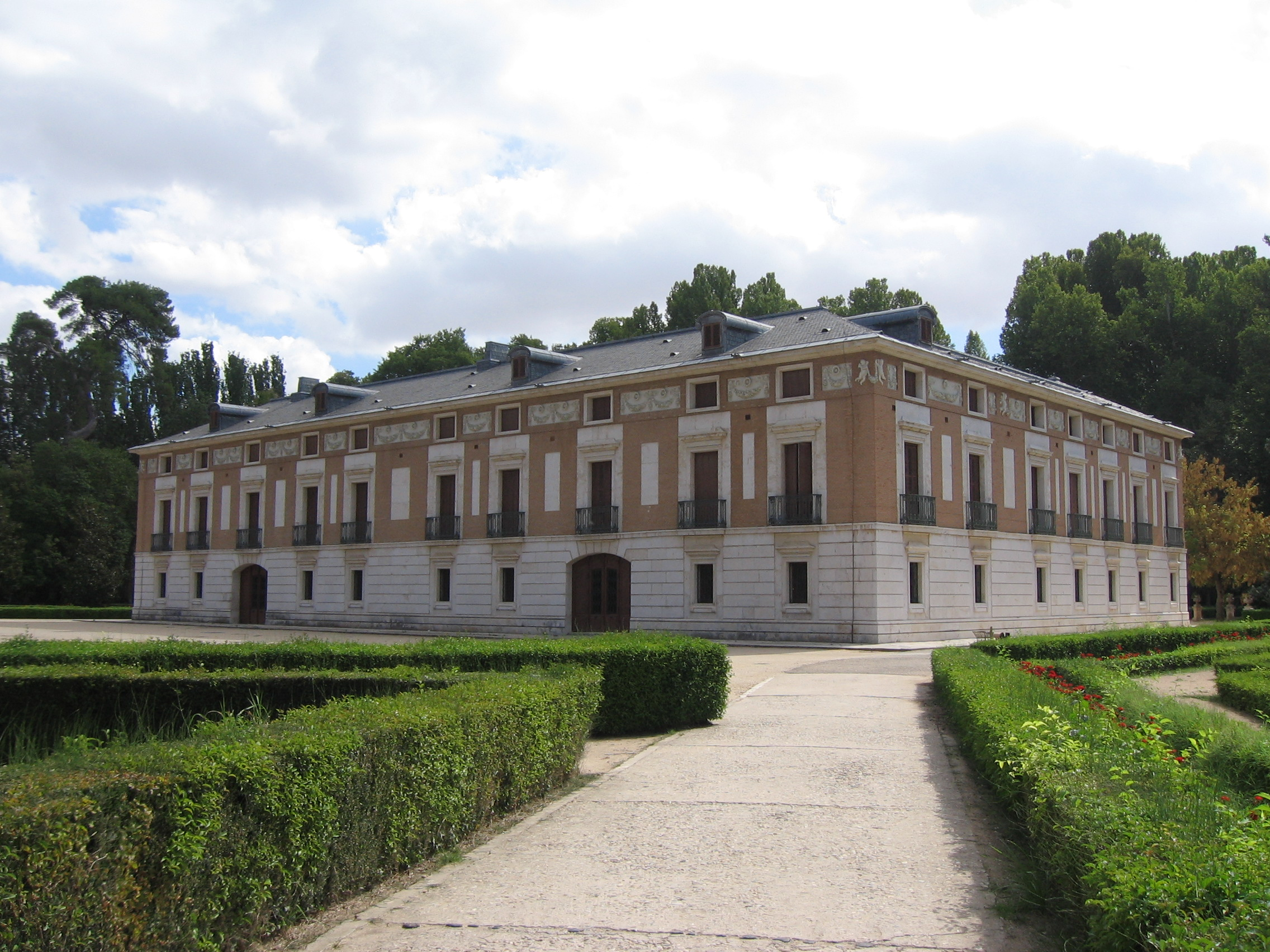
Parte trasera del palacete.

El edificio está construido en tres alturas, con cubiertas de pizarra, sobre cornisa saliente. Es de planta rectangular y presenta dos alas laterales, flanqueadas, en sus lados interiores, por sendas arcadas. En el espacio comprendido entre estos dos ejes y la fachada principal se extiende un patio, que se cierra en la parte que queda libre mediante una verja y una puerta de hierro forjado.
La fachada principal está rematada en su punto central, a la altura de la cubierta, por un escudo regio, sostenido por dos figuras de ángeles. Debajo de éste, se sitúa una placa conmemorativa del año de finalización de la obra, en la que reza la siguiente inscripción: Reinando Carlos IV. Año de MDCCCIII.
En lo que respecta a los materiales de construcción, se utilizó fábrica de ladrillo en los muros y sillares de granito en los zócalos y en las arcadas. La escayola fue empleada en los elementos ornamentales introducidos por Isidro González Velázquez.
La decoración exterior es profusa. En la segunda planta, aparecen, entre los vanos de la fachada principal, hornacinas con esculturas de inspiración clásica. En la tercera, se suceden, en todas las fachadas, diferentes relieves, que combinan motivos florales y amorcillos. Los elementos ornamentales se completan con bustos de personalidades grecorromanas, situados sobre las terrazas que coronan las arcadas y los pilares que sujetan la verja de hierro, que da a la fachada principal.

### Interior

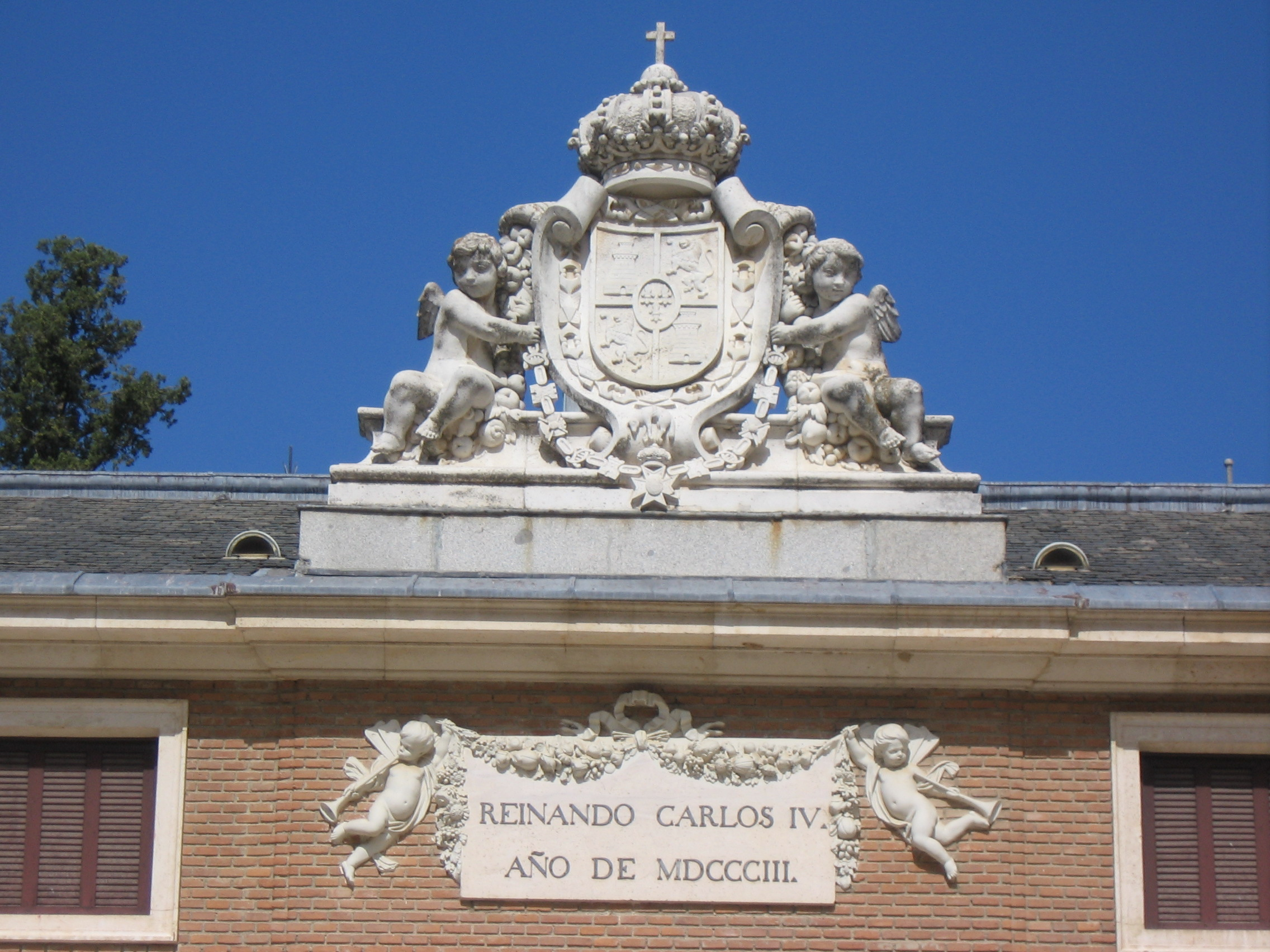
Detalle del escudo real que preside la fachada principal y de la inscripción que conmemora el año en que acabaron las obras.

El interior del palacete está decorado suntuosamente, a partir de materiales como la seda, el estuco, el bronce, el mármol, el vidrio, el platino o las maderas nobles. La ornamentación se debe principalmente al interiorista Jean-Démosthène Dugourc y es notable la influencia francesa e italiana. El estilo Imperio es el más recurrente.

#### Zaguán de entrada
Se encuentra situado en el ala occidental de la casa.
Tras la restauración del edificio, se ha situado en el zaguán la estatua sedente de María Luisa de Parma, obra en mármol blanco del escultor cordobés José Álvarez Cubero y esculpida en Roma en 1816. Esta escultura forma pareja con la escultura sedente de Carlos IV, de Ramón Barba, y que se encuentra situada en el llamado "camón" de la escalera del Palacio Real de Madrid. Ambas esculturas llegaron a Madrid el 14 de agosto de 1826, tras haber salido de Roma en 1818. Durante el viaje desde la capital italiana, el barco que las trasladaba naufragó frente a las costas de Arlés, siendo recuperadas gracias al empeño de José de Madrazo. Permanecieron en Barcelona desde 1818 hasta 1826. Del 22 de enero al 5 de febrero de 1827 fueron expuestas en el entonces llamado Real Museo de Pinturas, siendo las primeras esculturas que allí pudieron ser contempladas.

#### Escalera principal
La escalera principal distribuye el acceso a las diferentes plantas. Fue realizada en 1799, siguiendo el modelo creado por Alexandre-Théodore Brongniart del Hotel Príncipe Masserano, de París (Francia), en el que se inspiró Dugourc en el diseño de sus dos tramos, semicircular hasta el piso principal y semielíptico desde este piso hasta el segundo.

#### Saleta de entrada
Está pavimentada con baldosas de porcelana del Buen Retiro, las cuales han ido perdiendo sus colores originales con el paso del tiempo.
La bóveda fue pintada por Zacarías González Velázquez con escenas mitológicas.

#### Sala del Billar
La Sala del Billar, también conocida como Salón del Rey, sobresale la colección pictórica sobre vistas de Madrid y de los Reales Sitios (como el propio Aranjuez y El Escorial), además de otros lugares, que consta de 93 piezas. Aún se conserva el pavimento original de porcelana. Los frescos de los techos fueron acabados en 1806 y son obra de Mariano Salvador Maella.

#### Galería de Estatuas
La Galería de Estatuas, considerada como una de las obras maestras de Dugourc, se extiende bajo una bóveda decorada con frescos alusivos a la noche, el día, el lucero del alba y la Vía Láctea, entre otros temas. El pavimento de esta dependencia está hecho en mármol e integra seis fragmentos de mosaicos romanos, procedentes de Mérida (Badajoz).
En el centro de la sala se encuentra un reloj monumental de bronce y mármoles. Imita a la Columna de Trajano de Roma.

#### Sala de Compañía
La paz es la referencia principal en los frescos de la Sala de Compañía, también denominado Salón de la Colgadura de Francia y Salón de la Reina María Luisa. Fueron pintados por Maella en 1798, que contó con la ayuda de Zacarías González Velázquez, su cuñado. Mención especial merece el titulado La diosa Cibeles ofreciendo a la tierra sus productos.
Zacarías González Velázquez se responsabizó en solitario de los techos de las salas de la Yeguada (1799-1800), del Tapiz Doblado (1799-1800) y del Retrete (1801). También decoró la Saleta de Entrada (1807), la escalera de servicio (1802) y los lunetos de la ya citada Galería de las Estatuas (1806).

#### Salón Grande
El Salón Grande o Salón de Baile, es el más grande del palacete con 130 m²  de superficie. Este salón se formó de la unión de varias salas más pequeñas en 1798.
En la bóveda de este salón, Mariano Salvador Maella representó El poder de la Monarquía española en las cuatro partes del mundo.
Destaca por sus sederías (con motivos pompeyanos), sus lámparas de araña francesas de bronce dorado, sus ánforas de Sèvres y sus muebles, entre los que cabe citar un sillón y una mesa de malaquita de origen ruso y estilo Luis XV, regalo del príncipe Anatole Demidoff a la reina Isabel II.
El pavimento es un entarimado de madera de roble de la época de Alfonso XIII.

#### Sala del Tapiz Doblado
Debe su nombre al lienzo pintado por Zacarías González Velázquez entre 1799 y 1800 en el techo que simula un tapiz y que representa La súplica de Venus a Neptuno. Cuenta con mobiliario de distintos estilos pero que conjuntan por su policromía blanca y dorada.

#### Gabinete de Platino
En el Gabinete de Platino, dominan las caobas con incrustaciones de bronce y platino. Fue terminado en 1808 y es obra de los arquitectos e interioristas franceses Percier y Fontaine. Mide unos 12 m² y todo el conjunto del gabinete fue construido y diseñado en Francia. El pavimento de mármoles también fue diseñado en Francia, pero fue ejecutado en España con mármoles españoles.

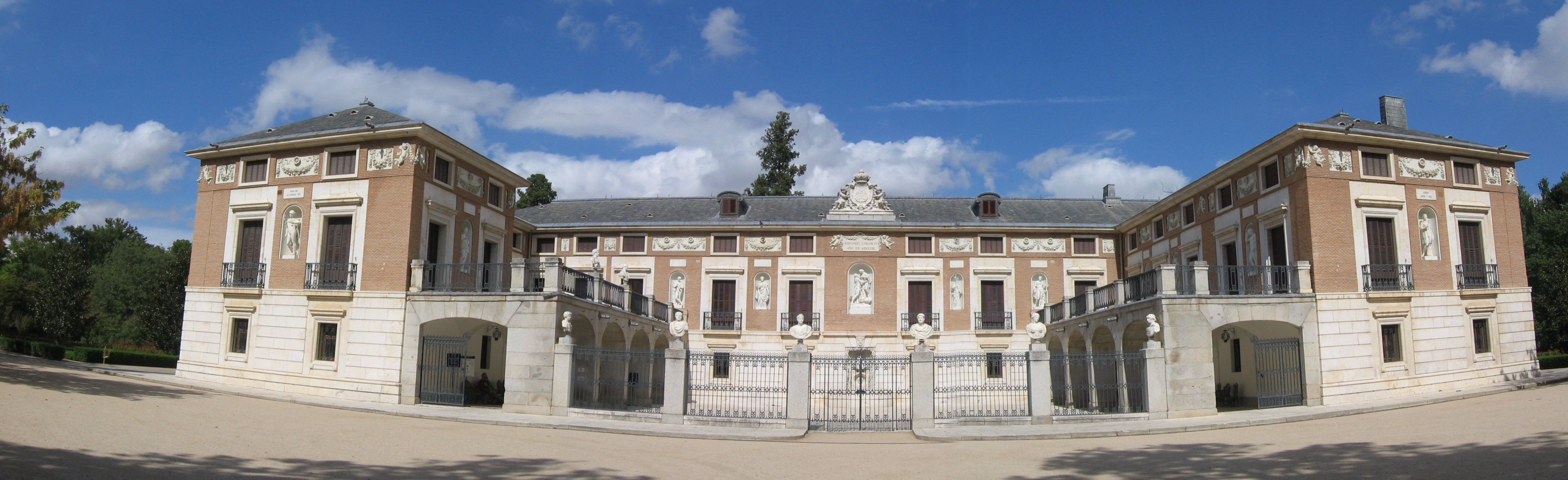
Panorámica de la fachada principal, flanqueada por dos alas laterales con arcadas.